# Hyposoter occidentali
Hyposoter occidentali är en stekelart som först beskrevs av Henry Lorenz Viereck 1925.  Hyposoter occidentali ingår i släktet Hyposoter och familjen brokparasitsteklar. Inga underarter finns listade i Catalogue of Life.